# Phare de Warrior Rock
Le phare de Warrior Rock est un phare situé sur l'Île Sauvie, la plus grande île du fleuve Columbia proche de Portland, dans le Comté de Multnomah (État de l'Oregon), aux États-Unis.
Ce phare est géré par la Garde côtière américaine, et les phares de l'État de Washington sont entretenus par le District 13 de la Garde côtière basé à Seattle.

## Histoire
En 1877, les besoins de navigation près de l'île Sauvie ont amené l'United States Lighthouse Board à placer deux petites lanternes rouges  à Warrior Rock. Le Congrès américain a autorisé la construction d'un phare sur ce site en 1888.
La structure de ce premier phare a été conçue par l'ingénieur Carl W. Leick (en) et construite en 1889. C'était un petit bâtiment à charpente en bois au-dessus d'une haute base carrée. Le feu, derrière une lentille, était alimenté par une lampe à huile et une cloche de brume fonctionnait avec une manivelle. Ce feu servait à marquer la présence d'un récif de fond dans la rivière à l'extrémité est de l'Île Sauvie.
La cloche de brouillard avait été coulée en 1855 à la fonderie J. Bernhard & Co. de Philadelphie et installée pour la première fois au phare du cap Disappointment, à l'embouchure du fleuve Columbia. Comme elle était peu audible à cause du bruit des vagues elle a ensuite été installée au phare de West Point à Seattle. Enlevée en 1887, elle a été réinstallée à Warrior Rock en 1889.
Les gardiens de phare ont utilisé un skiff pour s'approcher de l'île et du phare lui-même depuis St. Helens en période de fortes eaux. Dans les années 1920 le gardien a installé un câble aérien pour se rendre au phare depuis les quartiers des gardiens.
Le 27 mai 1969, le phare a été heurté par une barge, détruisant les fondations et neutralisant la lumière et la cloche. Alors que la Garde côtière évaluait s'il fallait réparer ou remplacer la tour, la cloche de brouillard a été retirée. Elle est tombée dans la rivière et s'est fêlée, la mettant hors service. Elle se trouve maintenant à l'extérieur du Palais de Justice du Comté de Columbia à Saint-Helens, à proximité d'une réplique à demi-échelle du phare original de Warrior Rock sans fondation. Cette réplique est à environ 1,5 km au nord-ouest du site d'origine.

## Description
C'est le plus petit phare de l'Oregon et le seul phare, ou l'un des deux seuls phares avec le phare d'Umpqua, qui fonctionne encore en Oregon et qui ne se trouve pas sur l'océan Pacifique. Il aide à la navigation sur le fleuve Columbia autour de Portland.
En 1930, la maison en bois a été remplacée par une tour octogonale en béton de 8 m de haut sur la fondation de grès originale. À peu près à la même époque, le phare a été électrifié.
Le phare fonctionne actuellement avec une balise et une corne de brume automatisées. L'extérieur du site est ouvert au public et peut être visité par un court trajet en bateau depuis Saint-Helens. À une hauteur focale de 9 m, il émet un éclat blanc toutes les 4 secondes. Sa portée n'est pas connue.
Identifiant : ARLHS : USA-977 - Amirauté : G4687.4 - USCG : 6-11060 .
|          |
| Le phare |

|                            |
| L'ancienne cloche de brume |

|                           |
| Réplique du premier phare |

### Lien connexe
- Liste des phares de l'Oregon